# Melker Schörling (företag)

Uppslagsordet ”MSAB” leder hit.  För andra betydelser, se Micro Systemation.
Melker Schörling AB (ofta förkortat till MSAB), är ett svenskt investmentbolag grundat av Melker Schörling med huvudkontor i Stockholm.
Innehaven består av aktieposter i Hexagon, Securitas, Assa Abloy, AAK, Loomis och Hexpol. Det största enskilda innehavet är Hexagon. MSAB kontrollerar emellertid över 10% av rösterna i alla portföljbolagen vilket medfört att bolaget i samtliga fall har minst en styrelserepresentant.
Företagets aktie handlades på Stockholmsbörsen fram till januari 2018. Enligt ägarlistan den 31 december 2011 framgick att grundaren Schörling med familj kontrollerar 86,0% av rösterna. Andra stora ägare var bland annat Stefan Persson (4,9%) och Carl-Henric Svanberg (1,6%), vilka även har platser i styrelsen. Den 14 november 2017 lämnade Schörling & Partners ett ovillkorat kontanterbjudande för samtliga aktier i Melker Schörling AB, till följd av att familjen Schörling tillsammans med Stefan Persson, Carl och Martin Bek-Nielsen samt Mikael Ekdahl beslutat sig för att fortsatt driva Melker Schörling AB utanför börsen.